# (21606) 1999 FH6
(21606) 1999 FH6 est un astéroïde de la ceinture principale d'astéroïdes découvert en 1999.

## Description
(21606) 1999 FH6 a été découvert le 17 mars 1999 au Centre de recherches en géodynamique et astrométrie (CERGA), à Caussols en France, par le projet scientifique européen OCA-DLR Asteroid Survey (ODAS).

### Caractéristiques orbitales
L'orbite de cet astéroïde est caractérisée par un demi-grand axe de 2,18 UA, un périhélie de 2,03 UA, une excentricité de 0,07 et une inclinaison de 0,90° par rapport à l'écliptique. Du fait de ces caractéristiques, à savoir un demi-grand axe compris entre 2 et 3,2 UA et un périhélie supérieur à 1,666 UA, il est classé, selon la JPL Small-Body Database, comme objet de la ceinture principale d'astéroïdes.

### Caractéristiques physiques
(21606) 1999 FH6 a une magnitude absolue (H) de 15,2 et un albédo estimé à 0,064.